# Carl Hansen
Carl Vilhelm Hansen (Copenaghen, 17 maggio 1898 – Barra do Piraí, 19 maggio 1978) è stato un calciatore danese, di ruolo attaccante.

## Carriera
Prese parte alle Olimpiadi del 1920 con la nazionale danese.

## Palmarès

### Club

#### Competizioni nazionali
- Campionato danese: 1

B 1903: 1919-1920
- Campionato scozzese: 2

Rangers: 1922-1923, 1923-1924